# Тетнульд
Тетну́льд или Тетну́льди (груз. თეთნულდი) — вершина в грузинском отроге Безенгийской стены, Главного Кавказского хребта в регионе Верхняя Сванетия, Грузия, в 2 км южнее вершины Гестола и границы Российской Федерации (Кабардино-Балкарии).
Высота — 4869 м.
Вершина двуглавая, сложена древними кристаллическими породами. С Тетнульда стекают ледники Оиш, Нагеб, (истоки Ингури), Адиш и др. Общая площадь ледников — 46 км².
В 22 км западнее вершины расположен центр Местийского муниципалитета — посёлок городского типа Местиа.
В 1896 году впервые на вершину поднялась команда австрийских альпинистов во главе с Дугласом Фрешфилдом.
16 декабря 2021 года тройка грузинских альпинистов: Арчил Бадриашвили (Archil Badriashvili), Гиорги Тепнадзе (Giorgi Tepnadze), Бакар Гелашвили (Bakar Gelashvili) совершили первое в истории зимнее восхождение на вершину, пройдя за три дня прямой маршрут по западной стене
Название горы имеет сванское происхождение и означает «беленькая» (тветне — «белый» и «ульд» — уменьшительный суффикс).